# Parum basale
Parum basale är en fjärilsart som beskrevs av Dupont 1937. Parum basale ingår i släktet Parum och familjen svärmare. Inga underarter finns listade i Catalogue of Life.